# Шахиншах I
Шахиншах I Закарян — внук Саргиса великого Закаряна, старший сын Закаре II Закаряна. Вместе со своим отцом и  дядей, Иване Закаряном и его сыном Авагом Закаряном, принимал участие в правлении Закарянской Арменией и проводил такую же политику, как и другие члены его семьи. 
Известны имена двух сыновей Закаре Закаряна: один был обезглавлен мусульманами, и Ардашир Закарян, который в 1261 году продал свое поместье в городе Ани богатому армянину Сахмадину и Сахиб-Дивани и Каримандину, которые заключили с ним сделку.